# Paul Waaktaar-Savoy
Paul Waaktaar-Savoy (n. 6 septembrie 1961, Oslo, Norvegia) este un muzician și compozitor norvegian.
Este cunoscut ca fiind compozitor principal și chitarist în trupa norvegiană synthpop A-ha, care a vândut peste 50 de milioane de albume în întreaga lume. A scris sau co-scris majoritatea celor mai mari hituri ale trupei, inclusiv "The Sun Always Shines on T.V.", "Hunting High and Low", "Take On Me⁠(d)", tema James Bond din 1987 "The Living Daylights" și balada "Summer Moved On". În plus, Waaktaar-Savoy este și pictor.